# Adam Jordan Kröger

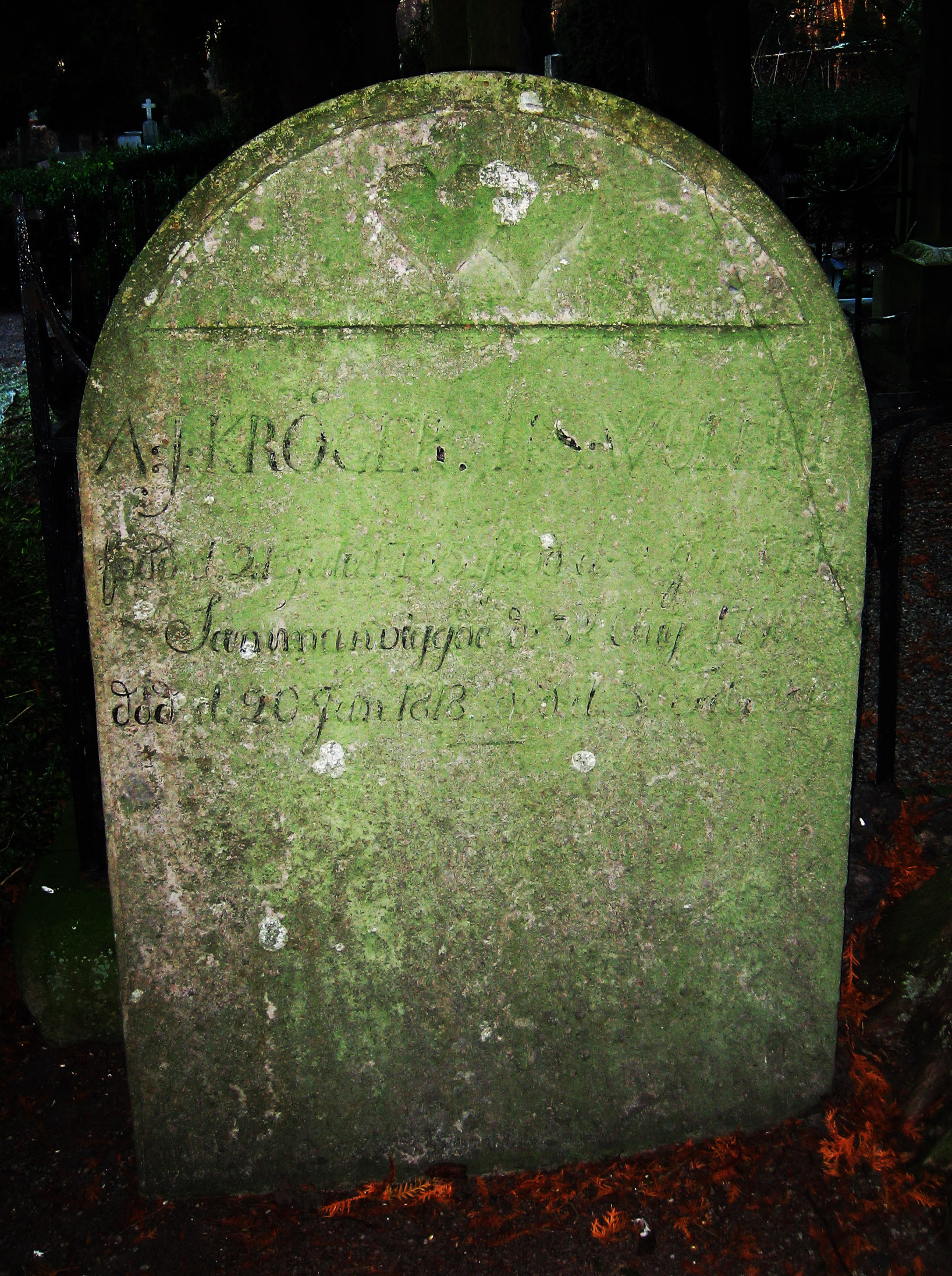
Adam Jordan Krögers gravsten på Norra kyrkogården i Lund.

Adam Jordan Kröger, född 21 juli 1755 i Vinslöv, död den 20 juni 1818, var en svensk lagman.
Kröger var en prästson från Vinslöv som sedermera blev lagman, men som för eftervärlden blivit mest känd för sina på 1770-talet på skånskt folkmål nedtecknade tillfällighetsvisor.
Krögers gravsten återfinns på Norra kyrkogården i Lund. Hans efterlämnade papper förvaras på Lunds Universitetsbibliotek.